# Vestfold og Telemark
Vestfold og Telemark (urbano vzhodnonorveško [ˈvɛ̂stfɔɫ ɔ ˈtêːləmɑrk]; dob. 'Vestfold in Telemark') je norveško okrožje v fazi razpada. Okrožje je najjužnejše v Vzhodni Norveški in je sestavljeno iz dveh različnih in ločenih tradicionalnih regij: nekdanjih okrožij Telemark in (večine) Vestfolda. Glavno mesto je v mestu Skien, ki je tudi največje mesto v okrožju. Medtem ko je Skien sedež občine okrožja, je sedež guvernerja okrožja Tønsberg. Meji na okraje Viken, Vestland, Rogaland in Agder.
Telemark je glasoval proti združitvi, ker regije nimata nič skupnega in ne predstavljata naravnogeografske, kulturne, družbene ali politične celote. Ne glede na to je Storting (parlament) 7. januarja 2018 glasoval za prisilno združitev okrožij, združitev pa je začela veljati 1. januarja 2020. Za razliko od Telemarka ali Vestfolda ne tvori tradicionalne ali kulturne regije, temveč je upravna.
15. februarja 2022 se je okrožni svet odločil glasovati za prihodnost okrožja Vestfold og Telemark, saj so poročali, da politiki prek nekdanjih meja okrožja niso dobro sodelovali. Z 42 glasovi proti 19 je okrožni svet glasoval za ločitev okrožja na bivši okrožji Telemark in Vestfold. Predstavniki zadevnih okrožnih svetov bodo izvoljeni na lokalnih volitvah leta 2023, stari okraji pa bodo ponovno vzpostavljeni do 1. januarja 2024.

## Zgodovina
Okrožje Vestfold og Telemark sestavljata dve nekdanji okrožji Telemark in Vestfold, katerih upravni zgodovini sta ločeni.
Okrožje Telemark je bilo ustanovljeno leta 1919 kot nadaljevanje nekdanjega Bratsberg amt, ki je bil len in amt od združitve z Dansko. Bratsberg amt in poznejše okrožje Telemark sestavlja več delno prekrivajočih se zgodovinskih okrožij. Samo ime Telemark prvotno ni zajemalo obal, zato je manjšina v Stortingu predlagala ime Grenland-Telemark, ko je bilo ustanovljeno sodobno okrožje.
Okrožje Vestfold je bilo ustanovljeno leta 1919 kot nadaljevanje nekdanjega Jarlsberg in Larviks amt. Slednji je bil ustanovljen leta 1821, ko sta bili okrožji Laurvig in Jarlsberg razpuščeni in združeni v skupno okrožje.

### Postopek združevanja
O morebitni združitvi župnij se je govorilo že nekaj let v različnih konstelacijah. Svet okrožja Telemark je aprila 2017 glasoval proti združitvi z Vestfoldom. Svet okrožja Vestfold je glasoval za združitev s Telemarkom in Buskerudom. Storting se je 8. junija 2017 odločil za združitev okrožij Telemark in Vestfold z učinkom od 1. januarja 2020.
Jezikovni svet Norveške je kot ime za nov okraj priporočil ime Telemark og Vestfold. Vendar je svet okrožja Telemark odločil, da mora biti ime Telemark v vsakem primeru vključeno v novo ime, medtem ko je svet okrožja Vestfold predlagal ime Vest-Viken, ki je bilo kritizirano, ker je ime prvotno ustvaril nacistični kvislinški režim med drugo svetovno vojno. Ime Vest-Viken je bilo v uporabi, ko je uprava Reichskomisariata združila ločeni okrožji Vestfold in Buskerud v eno samo upravno enoto. Prav tako ni bil naklonjen, ker je Telemark večinoma zunaj zgodovinskega območja Viken; v najboljšem primeru je lahko majhno obalno območje okrožja vključeno v obrobje Vikena. Mediji na Norveškem, kot je državna radiotelevizija NRK, so predlog Vest-Viken zasmehovali kot »nacistično ime«.
10. novembra 2017 je Vestfold umaknil predlog Vest-Viken in postalo je očitno, da obe okrožji podpirata predlog Jezikovnega sveta o imenu Telemark in Vestfold. Sčasoma so se lokalni politiki dogovorili za Vestfold og Telemark kot kompromis, čeprav so politiki Telemarka izjavili, da bi moral biti Telemark prvi del imena, tako zaradi abecednih razlogov kot zaradi ikoničnega statusa imena Telemark na Norveškem in v svetu, statusa, ki ga imenu Vestfold manjka. Od leta 2018 je Telemark og Vestfold že ime ustreznih podružnic več vladnih agencij in obe obliki imen se pogosto uporabljata.
Ker je bil Vestfold na silo združen s Telemarkom, se je občina Svelvik odločila glasovati za združitev z občino Drammen, zaradi česar bi Svelvik zapustil okrožje Vestfold in se 1. januarja 2020 pridružil novemu okrožju Viken. Glasovanje se je obrnilo v prid združitvi z občino Drammen, skupaj z nekdanjo občino Nedre Eiker.

## Geografija
Vestfold og Telemark leži na jugozahodu Vzhodne Norveške, jugovzhodnega dela Norveške. Okrožje meji na Viken na vzhodu in severu, Vestland na severozahodu, Rogaland na zahodu in Agder na zahodu in jugu. Na jugovzhodu leži obala do Skagerraka, del Severnega morja. Vzhodna meja delno poteka v Oslofjordu.
Lågen, ena najdaljših norveških rek, se izliva v Skagerrak v mestu Larvik v Vestfoldu og Telemarku. Veliki deli Telemarka ležijo v povodju rečnega sistema Skiensvassdraget. V Vestfoldu og Telemarku je več večjih fjordskih jezer, ki so običajno dolga in ozka. Ta fjordna jezera vključujejo Norsjø, Nisser in Fyresvatnet.  Celotna površina okrožjae je 17.465,81 km², celinske vode pa skupaj 1541,15 km².
Na jugu in vzhodu okrožja so pokrajino značilne predvsem manjše vzpetine. Območje se strmo dviga proti severozahodu. Gora Gaustatoppen v občini Tinn z višino 1882,89 m. predstavlja najvišjo točko.

### Prebivalstvo
Največja gostota prebivalstva je vzdolž obale in okoli mest Horten, Tønsberg, Sandefjord, Larvik in Skien/Porsgrunn. Bolj v notranjosti, tj. v regiji Telemark, je območje le redko poseljeno. Poleg primarnih bivališč je v okrožju Vestfold og Telemarku tudi veliko sekundarnih ali počitniških hiš. Sem spadajo tako imenovane koče, pri čemer obstajajo skupnosti z velikim številom koč tako na obali kot v notranjosti.
V Vestfoldu og Telemarku imajo štiri občine jezikovno obliko bokmål, osem pa nynorsk kot svojo uradno jezikovno obliko. Enajst drugih ne uporablja nobenega od obeh kot uradnega pisnega jezika in so glede tega vprašanja nevtralni.

### Občine
Okrožje Vestfold og Telemark ima skupaj 23 občin:
Horten, Holmestrand, Tønsberg, Sandefjord, Larvik, Porsgrunn, Skien, Notodden, Færder, Siljan, Bamble, Kragerø, Drangedal, Nome, Midt-Telemark, Tinn, Hjartdal, Seljord, Kviteseid, Nissedal, Fyresdal, Tokke, Vinje.